# MANIAC
MANIAC, viết tắt của: Mathematical Analyzer, Numerical Integrator, and Computer or Mathematical Analyzer, Numerator, Integrator, and Computer, là một máy tính đầu tiên được xây dựng dưới sự chỉ đạo của Nicholas Metropolis ở Phòng thí nghiệm khoa học Los Alamos. Nó được dựa trên kiến trúc von Neumann của IAS, được phát triển bởi John von Neumann. Như với tất cả các máy tính trong thời đại của nó, nó là một trong những loại máy không thể sử dụng chung với các chương trình với các máy tính khác (thậm chí cả máy IAS khác). Thành phố đã chọn tên MANIAC với hy vọng ngăn chặn sự không suy nghĩ từ viết tắt ngớ ngẩn cho tên máy, mặc dù von Neumann đã gợi ý tên cho nó.
Máy MANIAC chạy thành công vào tháng 3 năm 1952 và đã bị ngưng hoạt động vào 15 tháng 07 năm 1958. Nó được tiếp tục bởi MANIAC II vào năm 1957.
Một phiên bản thứ ba MANIAC III được tạo tại Viện nghiên cứu máy tính ở Đại học Chicago vào năm 1964.